# 마낙길 (배구인)
마낙길(馬樂吉, 1968년 4월 24일~)은 대한민국의 배구 선수, 해설가이다. 현대자동차서비스 시절 하종화, 임도헌과 함께 현대와 슈퍼 리그(V리그 전신)의 전성기를 이끈 공격수였다.

## 프로 입단 전
충청북도 진천군에서 태어난 마낙길은 청주시의 청남초등학교 4학년 때 배구를 시작했고, 충주미덕중학교와 제천광산공업고등학교를 거쳐 1987년 성균관대학교에 입학하였다. 성균관대 1학년 때 대통령배 배구대회에서 신인상을 수상하며, 코트의 야생마라는 별명을 얻을 정도로 거침없는 활약을 보이는 거포였다. 성균관대학교 졸업을 앞두고 눈여겨본 당시 고려증권 진준택 감독이 그를 스카웃하려 했고, 고려증권 입단을 눈앞에 두고 있었다. 하지만 고려증권은 선수층이 두터웠기 때문에 당시 성균관대학교 배구부 감독이었던 김남성 감독이 고려증권이 아닌 현대자동차서비스 입단을 설득했고, 그는 고려증권이 아닌 현대자동차서비스에 입단하였다.

## 슈퍼리그 시절
우여곡절 끝에 슈퍼리그에 입성한 마낙길은 1991년 신인 첫해부터 뛰어난 활약을 펼치며 베스트 식스에 이름을 올린다. 그는 하종화, 임도헌과 함께 현대자동차서비스와 슈퍼리그의 전성기를 이끌며 최고의 스타로 발돋움하며, 91년부터 96년까지 베스트 식스를 6회 연속 수상했다. 그는 1997년을 끝으로 은퇴하였다.

## 은퇴 후 활동
마낙길은 은퇴 후 현대자동차 혜화동 지점에서 지점장으로 근무를 했고, KBSN 스포츠 배구 해설 위원을 하다가 현재 KOVO에서 경기감독관으로 일하고 있다.

## 소속팀
- 1987년 ~ 1990년: 성균관대학교
- 1991년 ~ 1997년: 현대자동차서비스

## 수상 기록
- 1987년 대통령배 배구대회 신인상
- 1991년 ~ 1996년 슈퍼리그 베스트 식스